# Supreme Warrior
Supreme Warrior è un videogioco d'azione in full motion video sviluppato da Digital Pictures. Venne pubblicato nel 1995 in America settentrionale ed Europa.

## Trama
Il gioco è ambientato in Cina centinaia di anni fa e il compito del giocatore è quello di proteggere una metà di una maschera magica. Colui che indossa questa maschera riceve poteri indicibili. Il malvagio Fang Tu possiede l'altra metà e vuole anche quella protetta dal giocatore.

## Modalità di gioco
Lo scopo del gioco è quello di combattere gli scagnozzi di Fang Tu, e infine Fang Tu stesso. Il gameplay del gioco è una combinazione di full-motion video e interattività.

## Attori
| Attore          | Ruolo         |
| --------------- | ------------- |
| Vivian Wu       | Yu Ching      |
| Richard Norton  | Earth Warlord |
| Roger Yuan      | Fang-Tu       |
| Chuck Jeffreys  | Fire Warlord  |
| Ron Yuan        | Wind Warlord  |
| Chaplin Chang   | Master Kai    |
| Li Guoyuan      | Il giocatore  |
| Xin Xin Xiong   | Hing Xiong    |
| Lee Tat Chiu    | Hing Tien     |
| Winston Ellis   | Stone         |
| Kim Penn        | Ambrosia      |
| Jackson Ng      | Juk-San       |
| Ching Wai Chung | Chung         |
| Lin Jieheng     | Swei-Jin      |
| Andy Cheng      | Chao Yen      |

## Sviluppo
Quando gli venne chiesto quale fosse stata la fonte d'ispirazione per il gioco, Tom Zito, presidente di Digital Pictures, disse: "Abbiamo chiesto ai videogiocatori quale tipo di videogiochi avremmo dovuto creare, e francamente, siamo rimasti sorpresi quando molti ci hanno chiesto di fare un gioco basato sui film di kung fu".
Il materiale video per Supreme Warrior è stato filmato sui set dello Studio Shaw a Hong Kong. Molti degli attori, e persino il regista Guy Norris, avevano una vasta esperienza nelle arti marziali, e gli attori nel ruolo dei nemici hanno coreografato da soli i loro combattimenti. Le sequenze di combattimento sono state in gran parte registrate utilizzando delle telecamere montate sulla testa di un coordinatore degli stuntman, mentre le scene in cui il personaggio giocabile viene colpito sono registrate con una telecamera imbottita e tenuta a mano, che viene presa a pugni e calci dagli attori.

## Accoglienza
I quattro recensori di Electronic Gaming Monthly diedero alla versione per 3DO un punteggio unanime di 5 su 10. Ne lodarono la qualità video eccezionale e l'innovazione, per essere un gioco di combattimento in prima persona, ma dissero che il gameplay non funziona, specialmente gli attacchi dei nemici, eccessivamente difficili da parare. Un recensore di Next Generation sottolineò che "i giochi della Digital Pictures' di solito sono meglio da guardare che da giocare...tuttavia, con questo titolo potremmo essere vicini ad una struttura di gioco viabile". Continuò dicendo che il gioco, nonostante fosse un passo nella giusta direzione per gli sviluppatori, soffre di una curva di apprendimento troppo ripida e un senso di distacco tra ciò che avviene su schermo e i controlli da impartire. Slo Mo, di GamePro,  lodò molto la qualità del materiale video del gioco, dicendo che ricrea il look and feel di un film di kung fu in maniera così autentica che "L'unica cosa che manca sono i sottotitoli". Fece anche notare che, nonostante siano complicati, i comandi sono responsivi e prendersi un po'di tempo per imparare le meccaniche poteva risultare davvero gratificante.
Slo Mo fu meno entusiasta della versione per Sega CD. Lodò nuovamente l'aspetto del gioco "Malgrado il video granuloso del Sega CD ", ma sottolineò che i controlli sono un problema, specialmente con un controller con meno di sei bottoni.
I recensori di Electronic Gaming Monthly diedero alla versione per 32X 5,375 su 10. Ne lodarono le sequenze kitsch in stile film di kung fu e la storia avvincente, ma criticarono il gameplay, dicendo che è troppo difficile riuscire ad attaccare ed andare avanti nel gioco. La recensione di Slo Mo della versione per 32X la lodò per la sua grafica, molto migliore di quella della versione per Sega CD, e di nuovo valutò il gioco come estremamente difficile, ma gratificante. Mega Play Magazine le diede 76 su 100.